# Municipio de Lakeside (Dakota del Sur)
El municipio de Lakeside (en inglés: Lakeside Township) es un municipio ubicado en el condado de Meade en el estado estadounidense de Dakota del Sur. En el año 2010 tenía una población de 53 habitantes y una densidad poblacional de 0,25 personas por km².

## Geografía
El municipio de Lakeside se encuentra ubicado en las coordenadas 44°12′44″N 102°35′13″O / 44.21222, -102.58694. Según la Oficina del Censo de los Estados Unidos, el municipio tiene una superficie total de 209.08 km², de la cual 209,08 km² corresponden a tierra firme y (0 %) 0 km² es agua.

## Demografía
Según el censo de 2010, había 53 personas residiendo en el municipio de Lakeside. La densidad de población era de 0,25 hab./km². De los 53 habitantes, el municipio de Lakeside estaba compuesto por el 94,34 % blancos, el 5,66 % eran asiáticos. Del total de la población el 0 % eran hispanos o latinos de cualquier raza.